# Ådalen
63°00′N 17°45′Ø / 63.000°N 17.750°Ø
Ådalen er navnet på dalen til  Ångermanälven i Sollefteå og Kramfors kommune i Västernorrlands län i landskapet Ångermanland i Sverige. I dalen ligger bl.a. byerne  Junsele, Sollefteå, Nyland, Bollstabruk og Kramfors.
Högakustenbroen, eller Vedabroen som den også kaldes, krydser Ådalen tæt på  Ångermanälvens udmunding. Længere mod vest ligger Sandöbroen, hvor E4 gik før Högakustenbroen blev bygget.
Ådalen er kendt for begivenhederne omkring en arbejdskonflikt i foråret  1931, kendt som Ådalshændelserne, hvor fem arbejdere blev skudt og dræbt af militæret som var sat ind for at beskytte kontraktarbejdere som arbejdsgiverne havde indsat under en strejke.